# Desert Inn
Das Desert Inn war ein Hotel am Las Vegas Strip. Bei seiner Eröffnung am 24. April 1950 war es das fünfte Hotel am Strip. Architekt war der New Yorker Jac Lessman.

## Geschichte

### Gründung
Das Projekt wurde durch Wilbur Clark finanziert, dem jedoch das Geld ausging. Die Mafiamitglieder Alfred „The Owl“ Polizzi und Moe Dalitz sprangen ein. Dalitz und Polizzi hatten Zugriff auf Gelder der American National Insurance Company (ANICO). Dalitz wurde zum Mann im Hintergrund, während Clark weiterhin das offizielle Gesicht im Vordergrund blieb.
Wie viele andere Kasinos war das Desert Inn damit unter Kontrolle der Mafia. Als diese Unterwanderung in Las Vegas nicht mehr tragbar war, verkaufte Dalitz seine Anteile an Howard Hughes.
Hughes war 1966 nach Las Vegas gekommen und hatte zwei komplette Etagen des Hotels angemietet. Am 1. März 1967 verkaufte Dalitz das Desert Inn für 13 Mio. US-Dollar. Dies war der Beginn weiterer Käufe ähnlicher Komplexe durch Hughes in Las Vegas.

## Niedergang
Das Hotel wurde im April 2000 von Steve Wynn gekauft, der es wenige Monate später schloss. Am 23. Oktober 2001 wurde mit den Abbrucharbeiten begonnen, um Platz für ein neues Resort zu schaffen. Heute stehen auf dem Gelände das Wynn Hotel und das Encore Hotel.
Die Desert Inn Road, eine zentrale Straße mit Ost-West-Ausrichtung, ist bis heute nach dem Hotel benannt.

## Trivia
Das Desert Inn wurde auch durch Verwendung als Filmkulisse bekannt. So wurde Frankie und seine Spießgesellen hier gedreht. Die Anfangsszene von Sister Act 2 wurde im Ballsaal des Hotels aufgenommen.
Zuletzt wurde das Hotel im Film Rush Hour 2 verwendet, wo es als Hotel „Red Dragon“ mit asiatischem Thema auftauchte.
Zudem traten unter anderem Elvis Presley, Paul Anka und Frank Sinatra im Casino auf.
Des Weiteren war das Desert Inn von 1978 bis 1981 Schauplatz der Aaron-Spelling-Krimiserie Vegas mit Robert Urich in der Hauptrolle des Privatdetektivs Dan Tanna, der für den fiktiven Hotelbesitzer Philipp Roth arbeitet.